# Щурмгешюц III
Щурмгешюц III (на немски: Sturmgeschütz III, накратко StuG III, в превод: щурмово оръдие) е немско щурмово оръдие, използвано през Втората световна война. Това е най-произвежданата бронирана бойна машина на Германия. Изградена е на шасито на Панцер III. В началото е предназначен като мобилно, бронирано артилерийско оръдие за поддръжка на пехотата, но след многобройни модификации е широко използван като унищожител на танкове. До пролетта на 1944 г. му се приписват 20 000 унищожени руски танка.

## Разработка
През 1936 г. Ерих фон Манщайн създава основните тактики на щурмовата артилерия. Целта е формирования от по шест оръдия да бъдат зачислявани към пехотните дивизии, за да осигуряват директна огнева поддръжка. Те представляват моторизиран еквивалент на елитните леки батареи от Първата световна война, но наличната им броня е значително преимущество. Застъпниците на танковете (купол, способен на въртене на 360°) смятат, че те могат да бъдат ползвани за щурмови оръдия, но последните не могат да бъдат използвани като танкове. Коефициентът на произведени машини към унищожени противникови танкове (постигнати благодарение на ниския профил и въпреки късото оръдие на първите модели), доказват погрешността на подобно мислене.
На 15 юни 1936 г. е направена поръчка за създаване на бронирана машина, която да поддържа пехотата. Тя трябва да е съобразена със следните изисквания:
1. Да разполага с поне 75-mm оръдие.
2. Ако е възможно, хоризонталното движение на оръдието да надвишава 30°.
3. Вертикалното движение на оръдието да е достатъчно, за да се постигне обхват от 6000 m.
4. Да е способен да пробие от 500 m всяка известна бронира машина (40 mm за френските танкове).
5. Да разполага с цялостна бронева защита. Горната част на структурата да е отворена при липса на оръдие. Челната броня, с наклон от 30°, трябва да предпазва от 20 mm бронебойни снаряди. Страничната и задната броня трябва да предпазват от 7,92-mm бронебойни патрони със стоманено ядро, използвани от пушки и картечници.
6. Височината на машината да не надвишава височината на прав човек.
7. Останалите размери да са базирани на шасито, което се използва.

Разработката на шасито и надстройката е поверено на Даймлер-Бенц, които преди това получават и договора за шасито на Панцер III. Разширеният дизайн и разработка на оръдието е поверен на Круп, като първата поръчка включва един опитен образец, на цена 24 000 райхсмарки, и четири дървени модела, на цена 6000 райхсмарки. Те трябва да бъдат монтирани на петте шасита Панцер III модел B, осигурени от Даймлер-Бенц. Впоследствие през 1938 г. договорът на Круп е разширен до пет експериментални оръдия, доставени през 1938 г. Петте машини от експерименталната серия (на немски: Versuchsserie) се използват за усъвършенстване на дизайна и изграждане на основната тактическа доктрина. Те не участват в бойни операции, но са използвани до 1941 г. за обучение на танкови екипажи.
Първоначалният дизайн от 1936 г. е с отворен покрив над оръдието. Решението е считано за тактическо преимущество, тъй като екипажът може да открива по-лесно цели и да чува приближаващи машини. Конструкцията се променя през 1939 г., когато бойното отделение е затворено. Преработката е последвана от изрязване на отвор и инсталиране на артилерийски панорамен мерник. Мерникът разполага с деления за разстояния. Това позволява стрелба от закрита огнева позиция. Координатите на целите се получават от центъра за управление на огъня на батареята.
На 15 декември 1936 г. проектът получава кодовото название Pak(Sfl.) (самоходно противотанково оръдие). През 1937 г. означението е променено на Pz.Sfl.III (s.Pak) (трети модел на тежко бронетанково самоходно противотанково оръдие). На 7 февруари 1940 г. получава официално название 7,5 cm Kanone (Pz.Sfl.) (бронирано самоходно 75 mm оръдие). Скоро след това, на 28 март 1940 г., името е сменено отново. Този път на Sturmgeschütz, означение което се запазва до края на войната. Пълното название изписвано върху табелите със серийните номера и наръчниците е gepanzerte Selbstfahrlafette für Sturmgeschütz 7,5 cm Kanone (Sd.Kfz.142) или накратко gp.Sfl.f.Stu.G. 7,5 cm K. (Sd.Kfz.142).

## Серийно производство
Освен дизайна на шасито и горната част Даймлер-Бенц получават договор за производството на първата серия от 30 машини. Втората и следващите серии са поверени на Алкет. Не е известна точната причина за производството на допълнителни 20 машини модел А (Ausf.А от Ausführung, в превод: модел) базирани на Панцер III модел G. След като Щурмгешюц се доказва по време на бойните действия във Франция, са поръчани 150 модел D и 500 модел Е. От вторите са произведени само 284 броя. На останалите е монтирано по-дългото 75-mm оръдие StuK 40 и получават означение модел F. Спадът в производството през септември 1941 г. (виж таблицата на производството) се дължи на изпращането на голям брой резервни двигатели Майбах HL 120 TRM към Източния фронт.
Шасито на първите произведени машини е базирано на Панцер III модел Е. Челната броня е с дебелина от 50 mm, страничната и задната са от по 30 mm. Кожухът на оръдието и бронираната плоча, защитаваща откатния и механизма за връщане на оръдието в начално положение, са с дебелина 50 mm. Бронята на първите произведени серии е съставена от хомогенни плочи.
Механик-водачът разполага с люк за наблюдение, изрязан в челната броня. Когато люкът е затворен механик-водачът може да използва перископ KFF.2. Още един отвор е разположен вляво от него. Механик-водачът няма възможност да наблюдава дясната страна. Стрелецът може да използва само перископичния оръдеен мерник, разположен в челната част. Командирът разполага с перископ SF.14Z, който се подава през отворения люк. Пълначът не разполага със средства за наблюдение.
Основното въоръжение се състои от 75-mm оръдие Kanone L/24 (75 mm с дължина 24 калибъра – 1,8 m). Представлява модифициран вариант на 75-mm танково оръдие Kw.K. K/24. Разполага с полуавтоматичен, вертикален затвор на ствола и електрически спусък. Стволът и мунициите, които използва, са същите, както на оригиналното оръдие, С това приликите приключват. Максималният хоризонтален ход е 12° в двете посоки, а вертикалния е от -10° до +20°. Бронезапасът на Щурмгешюц включва 44 снаряда. 32 от тях са разположени пред пълнача, вдясно от оръдието, а останалите 12 – в отделение на задната стена на бойното отделение.
В допълнение на основното въоръжение екипажът разполага с два картечни пистолета (с по 192 патрона за всеки), 12 гранати (в отделение на задната стена на бойното отделение) и 5 димни гранати, които могат да бъдат изстрелвани дистанционно от бойното отделение. На 7 юни 1941 г. е разрешено носенето на картечница MG-34 и 600 патрона за нея. Машината не разполага с отвор, където да бъде монтирана. Пълначът, опериращ с нея, трябва да се подаде през люка, за да може да я използва.
Първоначално Щурмгешюц разполага само с радио на ултра-къси вълни, без предавател. Единствено командирът разполага със слушалки. Комуникацията с екипажа се осъществява посредством високоговорител, разположен вляво от стрелеца. Комуникацията между командира и механик-водача се осъществява посредством говорна тръба.
Двигателят е 12-цилиндров бензинов Майбах HL 120 TRM, осигуряващ 265 к.с. при 2600 об/мин. Използва трансмисия Майбах Variorex SRG 328 145 с десет скорости, която предава въртящия момент на двигателя през планетарна предавка към водещите колела. Тежестта от 20,7 t се разпределя между шест комплекта 520 mm двойни гумирани колела от всяка страна. Те са свързани с напречени торсионни валове. Използвани са вериги Kgs 6111/380/120 с ширина от 360 mm и шарнири с дължина 380 mm.
На 20 декември 1941 г. е издадена заповед №101 за извършване на следните модификации:
1. Заваряване на прът в долната предна част, която да носи 11 резервни шарнира за веригите.
2. Поставяне на листови метални дефлектори, които да пренасочват използвания за охлаждане въздух, извеждан в задната част на машината.
3. Монтиране на две резервни колела в задната част над предпазителя на веригата.

На 21 февруари 1942 г. е издадена заповед №23 за промяна диаметъра на торсионните валове. Съответно 55 mm на първите три носещи рамена и 52 mm на задните носещи рамена. Разстоянието между центъра на опорните рамена и долната част на шасито е установена на 145 mm.
На 2 април 1942 г. със заповед №38 е инсталирано отопление на бойното отделение посредством топъл въздух от двигателя.
Таблица за производството на Щурмгешюц по месеци:
| месец     | брой произведени | брой доставени | серийни номера | бележки                                                                                        |
| 1940 г.   |                  |                |                |                                                                                                |
| --------- | ---------------- | -------------- | -------------- | ---------------------------------------------------------------------------------------------- |
| януари    | 1                | 0              | 90001          | Модел А с номера 90001 – 900030 и 90401 – 90420 Модел В с номера 90101 – 90350 и 90501 – 90550 |
| февруари  | 3                | 1              | 90004          |                                                                                                |
| март      | 6                | 0              | 90010          |                                                                                                |
| април     | 10               | 14             | 90020          |                                                                                                |
| май       | 10               | 10             | 90030          |                                                                                                |
| юни       | 12               | 12             | 90412          |                                                                                                |
| юли       | 22               | 22             | 90114          |                                                                                                |
| август    | 20               | 22             | 90134          |                                                                                                |
| септември | 29               | 22             | 90163          |                                                                                                |
| октомври  | 35               | 20             | 90198          |                                                                                                |
| ноември   | 35               | 25             | 90233          |                                                                                                |
| декември  | 29               | 31             | 90262          |                                                                                                |
| 1941 г.   |                  |                |                |                                                                                                |
| януари    | 36               | 43             | 90298          | Модел С с номера 90551 – 90600 Модел D с номера 90601 – 90750 Модел Е с номера 90751 – 91034   |
| февруари  | 30               | 29             | 90328          |                                                                                                |
| март      | 30               | 36             | 90508          |                                                                                                |
| април     | 47               | 26             | 90555          |                                                                                                |
| май       | 48               | 60             | 90603          |                                                                                                |
| юни       | 56               | 42             | 90659          |                                                                                                |
| юли       | 34               | 56             | 90693          |                                                                                                |
| август    | 50               | 44             | 90743          |                                                                                                |
| септември | 38               | 41             | 90781          |                                                                                                |
| октомври  | 71               | 81             | 90852          |                                                                                                |
| ноември   | 46               | 42             | 90898          |                                                                                                |
| декември  | 46               | 46             | 90944          |                                                                                                |
| 1942 г.   |                  |                |                |                                                                                                |
| януари    | 45               | 33             | 90989          | Последните произведени от модел Е                                                              |
| февруари  | 45               | 30             | 91034          |                                                                                                |
| март      | 0                | 23             |                |                                                                                                |

## Техническо описание

### Броня
При Щурмгещюц III надстройката представлява интегрална част от шасито. Дебелината на бронята пред механик-водача е 50 mm и е наклонена на 9 градуса спрямо вертикалната ос. Предната броня на шасито и надстройката също е 50 mm, но те са наклонени съответно на 20 и 50 градуса спрямо вертикалната ос. Бронираните плочи в горната част на надстройката са с дебелина 30 mm и са наклонени по ъгъл 10 и 30 градуса. Бронята на покрива е с дебелина 10 mm, като в средната част е хоризонтална, а задната част е под ъгъл 77 градуса. Бронираните листи в задната част са с дебелина 16 mm и са разположени под 80 – 87 градуса. Горният брониран лист на шасито е с дебелина 15 mm и е разположен хоризонтално. Оръдейният щит и бронирания кожух на механизма за компенсиране на отката са с дебелина 50 mm. От двете страни на машината са поставени бронирани листи с дебелина 8 mm и под наклон 30 градуса. Тяхната цел е повишена защита от кумулативни муниции. В надстройката има допълнителни бронирани листи, чиято задача е да защитават екипажа от снаряди и осколки.
Таблица с възможността на съюзническите танкови оръдия да пробиват бронята на Щурмгешюц III:
| Броня            | Руско 45-mm L/46 бронебоен 1,43 kg 760 m/s | Руско 76,2-mm L/41,5 бронебоен 7,6 kg 625 m/s | Британско 2-паундово бронебоен 2,08 lb 792 m/s | Американско 37-mm М6 бронебоен с балистичен накрайник 1,92 lb 792 m/s | Американско 75-mm M2 бронебоен 14,72 lb 564 m/s |
| ---------------- | ------------------------------------------ | --------------------------------------------- | ---------------------------------------------- | --------------------------------------------------------------------- | ----------------------------------------------- |
| челна (горна)    | 100 m                                      | 2000+ m                                       | 183 m                                          | 457 m                                                                 | 549 m                                           |
| челна (шаси)     | 100 m                                      | 2000+ m                                       | 183 m                                          | 549 m                                                                 | 640 m                                           |
| странична (шаси) | 1500 m                                     | 2000+ m                                       | 1372 m                                         | 1829 m                                                                | 1829 m                                          |
| задна (шаси)     | 1500 m                                     | 2000+ m                                       | 1372 m                                         | 1829 m                                                                | 1829 m                                          |

### Ходова част
Паразитните колела са монтирани в задната част на подвижни оси. Между тях и водещите колела се намират шест опорни и три поддържащи веригата колела. Всяко от опорните е разположено на индивидуален торсионен вал.

### Въоръжение
Основното въоръжение на Щурмгешюц III е 75-mm оръдие Stu.K. L/24. То е с тегло 490 kg и струва 9150 райхсмарки. Ефективността му се определя от способността на бронебойните снаряди да пробиват броня, точността и характеристиките на оптиката.
При общ брой от 44 снаряда препоръчителното разпределение е 12% бронебойни с експозивен заряд и трасьор (K.Gr.rot Pz.), 65% високоекспозивни (Sprenggranaten) и 23% димни (Nebelgranaten). Четвъртият тип муниции, които оръдието може да използва, са кумулативни снаряди Gr.38 HL. Боеприпасите се съхраняват в метални контейнери с дръжки за по-лесен пренос. Те се разполагат до трансмисията в четири отделения.
Възможностите на бронебойните снаряди на 75 mm оръдие Stu.K. L/24 са определени при серия тестове срещу бронирани плочи наклонени на 30°. Резултатите са поместени в следващата таблица.
| Вид снаряд       | K.Gr.rot Pz. | Gr.38 HL | Gr.38 HL/A | Gr.38 HL/B |
| ---------------- | ------------ | -------- | ---------- | ---------- |
| Маса на снаряда: | 6.8 kg       | 4.5 kg   | 4.4 kg     | 4.57 kg    |
| Начална скорост: | 385 m/s      | 452 m/s  | 450 m/s    | 450 m/s    |
| Разстояние:      |              |          |            |            |
| 100 m            | 41 mm        | 45 mm    | 70 mm      | 75 mm      |
| 500 m            | 39 mm        | 45 mm    | 70 mm      | 75 mm      |
| 1000 m           | 35 mm        | 45 mm    | 70 mm      | 75 mm      |
| 1500 m           | 33 mm        | 45 mm    | 70 mm      | 75 mm      |

Допълнителното въоръжение е от два картечни пистолета с общо 384 патрона прикрепени към задната част на бойното отделение.

### Двигател и трансмисия
Отделението на двигателя са намира в предната част, а от двете му страни са разположени радиатори и вентилатори. Отделено е от бойното посредством противопожарна преграда, в която има монтирана врата. Задвижващият вал преминава през специален тунел в бойното отделение. Свързан е с трансмисията, която предава въртящия момент на двигателя към задвижващите колела.
Двигателят е бензинов Майбах HL-108TR, който представлява модифициран HL-108, монтиран на експерименталната серия. При него размерът на цилиндрите е увеличен от 100 на 105 mm, а работния обем от 10,8 на 12 l. Мощността на двигателя е 300 к.с. при 3000 об./мин. Резервоарът е един, с обем 310 l, а горивото се подава към карбуратора посредством електрическа помпа. трансмисията е модифицирана Майбах SRG 328 145. Има 10 предни скорости и една задна. Превключването между тях става в полуавтоматичен режим. Управлението на трансмисията се осъществява посредством вакуумен превключвател, хидравличен съединител и хидравлична синхронизираща система. От модел B започва монтирането на Майбах HL-108TRM.
Трансмисията е произвеждана по лиценз на Майбах от Вариорикс. Първоначално получава наименованието на Schaltregelgetriebe (SRG). Впоследствие остава само абревиатурата VG и три числа. Първото отговаря на мощността, която може да предава трансмисията, второто – на въртящия момент, а третото – предавателното число. От модел B започва монтирането на нова трансмисия – SSG 77.

### Радио
В първите серии Щурмгешюц е монтирана УКВ радиостанция, която разполага само с приемник. Връзката между екипажа се осъществява чрез говорна тръба.
Със заповед от 1 март 1941 г. Щурмгешюц е снабден с радиостанция FuG16, разполагащо с приемник, предавател, слушалки и високоговорител. Предавателят е разположен вдясно от командира, монтиран на задната страна на бойното отделение. Ако машината е на командир на взвод или батарея, тя е снабдена с втори приемник FuG15. Щурмгешюц не разполага с интерком. Комуникацията между командира и механик водача се осъществява чрез говорна тръба или сигнален звънец (от модел D).

### Електрооборудване
Електрооборудването е разработено и произвеждано от фирма Бош. Машината разполага и с два 12-волтови акумулатора Варта-Самлер с капацитет 105 амперчаса всяка. За да се избегнат смущения в радиоапаратурата, електрическата мрежа е изпълнена с клас на електрозащита М1.

## Модификации

### Щурмгешюц модел А с номера 90001 – 90030
Първоначалните планове включват монтиране на трансмисия от Панцер III. Оказва се, че корпусът ѝ пречи пречи на основата на лафета на оръдието. Монтирана е модифицирана трансмисия Maybach Variorex SRG 328 145.
По време на производството са монтирани светлини Notek на левия предпазител на веригата. Една в предната част и още една, раздвоена, в задната част. Целта е поддържане на правилна дистанция по време на нощни преходи. Ако следващия механик водач вижда четири светлини, то той е твърде близо, две значи е на правилно разстояние, ако е една, значи е изостанал.
Поради прекомерното износване на гумираните колела (520 х 75 – 397), те са заменени с по-широки (520 х 95 – 397). Разширени са и джантите, за да поддържат по-широките колела.

### Щурмгешюц модел А с номера 90401 – 90420
Между юни и септември 1940 г. са произведени двадесет машини, използващи шасито на Панцер III модел G. Конфигурацията на люковете е същата както при Щурмгешюц модел В. Челната броня на шасито е 30 mm броня. Тя е разширена допълнително с 20 mm плоча прикрепена към предната част. Останалите характеристики на Панцер III шасито са запазени. И този модел използва вериги Kgs 6111/380/120 с широките 95 mm гумирани колела.

### Щурмгешюц модел В с номера 90101 – 90350 и 90501 – 90550
През юни 1940 г. започва производството на втората модификация – модел В. Произвеждат се в завода Алкет (Almärkische Kettenfabrik GmbH), в Берлин-Шпандау.
Тази серия е базирана на шасито на Панцер III модел Н. Във връзка с това има редица модификации: по-широки опорни ролки, по-широка верига Kgs 61/400/120 с ширина 380 mm и шарнири с дължина 400 mm, водещите колела вече имат разстояние между зъбите от 10 mm по вътрешната окръжност и 30 mm по външната окръжност. Предните поддържащи колела от всяка страна са изнесени напред, за да се избегнат удари на веригата при запалване на машината. Направени са промени по управлението. Въведена е нова синхронизирана шестстепенна скоростна трансмисия SSG 77. Подменени са задните предпазители на веригите и ауспусите. Модифициран е двигателят. Добавена е нова система за смазка и магнето Schnapper. Новата модификация получава означението HL-120TRM.
Бронята на корпуса и хидравличното управление са специално проектирани за Щурмгешюц модел В. Люкът над мерника на оръдието е разширен и е монтиран с две панти, а този над стрелеца е стеснен и е с една панта. По време на производството е добавена бронирана плоча над отделението с димните гранати и са въведени нови колела. След машина с номер 90321 започва да се монтира сменяем предпазител на съединителя.

### Щурмгешюц модел С с номера 90551 – 90600
Основната промяна при този модел е въвеждането на нов перископичен оръдеен прицел SflZF 1 и съответната модификация на люка. Предната наклонена част на покрива е променена от двете страни, а отворът за наблюдение от лявата страна на механик водача е премахнат. Специално за този модел е модифицирана челната броня. Отново се използа шаси Панцер III модел Н. При този модел за пръв път е въведено ново паразитно колело и маслени въздушни филтри.

### Щурмгешюц модел D с номера 90601 – 90750
Единствените промени при този модел са свързани с челната броня и инсталирането на електрически звънец в близост до ухото на механик водача, за да може командирът да му сигнализира при нужда. При тази серия е представена за първи път закалена челна броня. Щурмовите оръдия, предназначени за южните части на Съветския съюз, Гърция и Северна Африка, са модифицирани в заводите. Увеличена е скоростта на въртене на вентилаторите и бронирани листове са поставени над отворите, пробити, за да осигурят по-голям въздушен поток към и от отделението на двигателя.

### Щурмгешюц модел Е с номера 90751 – 91034
При този модел са променени пантите на люка, водещ към управлението на веригите. Това налага частична модификация на предната броня и на самия люк. Предпазителите на веригата са пригодени към новите странични отделения на структурата. Останалата част на шасито е същата като при модел D.
Най-значителните промени са удължаване на лявото и поставяне на дясно бронирано отделение. Това се прави, тъй като Щурмгешюц започва да измества SdKfz 253 в ролята на наблюдателна машина. Командирите на взвод и батарея започват да го използват като командна машина. Това налага и монтирането на две радиостанции. Пространството в лявото отделение позволява добавянето на шест допълнителни снаряда. 8 mm бронирани странични плочи, характерни за предходните модели, са премахнати. Този модел е последният, на който се монтира късостволното 75 mm оръдие Kanone L/24.

### Щурмгешюц 40
През август 1938 г. Круп започва работа по концептуален дизайн на 75-mm самоходно оръдие с означение 7,5 cm Sfl. L/40 за артилерийското проектантско бюро към артилерийския отдел (Wa Prüf 4). През ноември 1939 г. е завършен дървен модел и е изпратен на Даймлер-Бенц, за оценка на необходимите промени по шасито и надстройката. Първото експериментално оръдие е завършено през април 1940 г. и преминава редица изпитания, но появата на новите съветски танкове Т-34 и КВ-1 налага промяна в плановете. Развитието на оръдието е спряно, а Рейнметал получават договорите за създаване на ново. Резултатът е артилерийско оръдие 7,5 cm Pak L/46. То се оказва неподходящо поради големия откат и муниции. Оръдието е модифицирано, за да може да се побере в шасито. Резултатът от тези промени е 7,5 cm Kan.44 L/43. Първоначалното наименование на новата машина е gepanzerte Selbstfahrlafette für Sturmgeschütz, 7,5 cm Sturmkanone 40 L/43, Sd.Kfz.142 или бронирано самоходно шаси за щурмово оръдие, 75-mm щурмово оръдие модел 40 с дължина 43 калибъра, машина със специално предназначение 142. По-късно означението е променено на Sturmgeschütz III für 7,5 cm Stu.K.40 L/48 (Sd.Kfz.142/1). С дългостволно оръдие до края на войната са произвеждани три основни модификации.

#### Щурмгешюц модел F с номера 91034 – 91400
Най-характерната промяна спрямо предните модификации е въвеждането на дългостволното 7,5 cm Stu.K.40 L/43 оръдие с дулен спирач и голям щит на оръдието. Предната част на надстройката е изрязана, за да осигури достатъчно място за движение на по-голямата бронирана кутия, в която се намира механизма за компенсиране на отката. През юли 1942 г. оръдието е заменено с по-дългото 7,5 cm Stu.K.40 L/48, а челната броня е увеличена чрез заваряване на 30 mm плоча от закалена стомана.

#### Щурмгешюц модел F/8 с номера 91401 – 91650
При тази разновидност е въведено шасито на Панцер III модел J. Промените включват 50 mm задна броня на шасито и по-големи отвори за охлаждане на двигателя. По-късно челната броня е увеличена с 30 mm и е добавен експериментален щит на картечницата, който осигурява защита на обслужващия я пълнач.

#### Щурмгешюц модел G с номера 76101 – 76400 и 91651 – 110000
При тази разновидност са извършени променени по надстройката. За командира е добавена купола със седем перископа. Страничната броня с дебелина 30 mm е изтеглена напред и в предната част е защитена допълнително с 50 mm плочи. Променена е и формата на покрива. През следващите месеци страничните бронираните отделения са наклонени допълнително в предната си част, монтирани са пускови установки за димни гранати, от двете страни на машината са монтирани бронирани противокумулативни екрани. През ноември 1943 г. е поставена нова лята маска на оръдието, известна като Topfblende (по-често се среща като Saukopf – свинска глава). По-късно е монтирана картечница с възможност за опериране от бойното отделение.

### Щурмгешюц Бефелсваген
Щурмгешюц Бефелсваген е командна версия на машината, зачислявана към щабовете на батальони и командири на батареи. Тя е снабдена с допълнителна радиостанция Fu 8 за комуникация на голямо разстояние. Разполага с 30-ватови предаватели и антена (Sterantenna), разположена в задната дясна част на машината. Тази радиостанция позволява безжична комуникация от 50 km (глас) и 120 km (морзова азбука), ако машината е спряла.

### Щурмхаубице 42
Щурмхаубице 42 представлява 105-mm гаубица, монтирана на шасито на Щурмгешюц III. Предназначен е да осигурява ескортна артилерийска поддръжка на пехотата и да унищожава бункери. Голямото оръдие ограничава допълнително способността за хоризонтално и вертикално движение. В средата на 1944 г. Щурмхаубице получава нова маска на оръдието, същата като при Щурмгешюц модел G (Topfblende или Saukopf). През септември същата година е премахнат дулният спирач. По време на бойните действия на Източния фронт Щурмхаубице се доказва като ефективно оръжие срещу пехотни формации.

## Организационна структура
На 1 ноември 1939 г. в документ K.St.N.445 е описана и издадена официалната организационна структура на Щурмгешюц батареите. В състава им влизат шест машини, разделени на три взвода от по две щурмови оръдия (Sd.Kfz.142). Към тях са придадени пет леки бронирани наблюдателни машини (leichte gepanzerten Beobachtungswagen – Sd.Kfz.253) за командирите на взводове и батареята, шест леки бронирани машини за пренос на муниции (leichte gepanzerte Munitionstransportkraftwagen – Sd.Kfz.252), теглещи ремаркета (Anhänger – Sd.Anh.32/1) и три средни машини за пренос на пехота (Sd.Kfz.251) – за резервните екипажи.
На 7 юли 1940 г. е издаден документ K.St.N.446, описващ организационната структура на батальон от щурмовата артилерия. Изграден е от три батареи от по шест машини. Броят на бронираните поддържащи машини в рамките на батареите е намален до три Sd.Kfz.253 и три Sd.Kfz.252.
Със заповед номер 99 от 8 февруари 1941 г. е официално променено наименованието батальон от щурмовата артилерия в Щурмгешюц батальон, а независимите батареи стават Щурмгешюц батареи.
Със специални заповеди от 1 март 1941 г. новосъздадените Щурмгешюц батареи разполагат със седма машина за командира на формированието и се нарежда монтирането на предавател в машината на взводните командири. Официалната заповед идва на 1 април 1941 г. и съгласно нея са нанесени следните промени в документ K.St.N.445: петте Sd.Kfz.253 са заменени с още един Щурмгешюц, в ролята на командна и наблюдателна машина за командира на батареята и четири тежки мотоциклета с кошове за взводните командири; трите Zugkraftwagen (Sd.Kfz.11) са заменени с три средни камиона; а единия Zugkraftwagen (Sd.Kfz.10) с един лек камион.
Със заповед от 7 май 1941 г. е заповядано сформираните преди 1 февруари 1941 г. независимите батареи и батальони да бъдат реорганизирани съгласно новата структура и да получат седми Щурмгешюц преди началото на операция Барбароса. В действителност само малка част от тях успяват да получат седмата машина.

## Бойна служба

### Западен фронт
Първото участие в бойни действия на Щурмгешюц е през май 1940 г. 16-а щурмова батарея (Sturmbatterie), част от пехотен полк Гросдойчланд (Grossdeutschland) участва в пробива край Седан. По време на сраженията в щаба на полка постъпва информация, че Вилер е окупиран от френска кавалерия. 2-ри батальон получава заповед незабавно да атакува в тази посока. След тричасово настъпление и нарастваща съпротива достигат източния край на селото. В същото време 1-ви батальон, към който е прикачена щурмовата батарея, достига Neuhabich, а на стрелковата рота е наредено да се свърже с 2-ри батальон. Когато достигат Вилер се сблъскват с тежка съпротива. Командирът на ротата дава заповед: Щурмова батарея, към фронта! Трети взвод с командир лейтенант Франц води атаката. Когато достигат центъра на селото, са посрещнати от тежък картечен обстрел. По два изстрела от всяко щурмово оръдие подавят картечниците. Щурмегешюц с номер 5 заема позиция в двора на църквата и отново попада под обстрел. Изстрелите му слагат край на френската съпротива в центъра на селото. По-късно е преодоляна и съпротивата в западната част.
На следващия ден полкът продължава настъплението си. Към 1030 часа 1-ви батальон попада под обстрел край Suxy. Авангардът се разгръща бързо и, подкрепен от взвод противотанкови оръдия, започва настъпление към града. Веднага след пристигането си щурмовите оръдия са изпратени да подкрепят водещите стрелкови роти. Постепенно французите са изтласкани от хълма източно от Suxy. Един Щурмгешюц заема позиция и успява да изстреля 11 снаряда, от разстояние 800 m, срещу батарея конна артилерия, преди да попадне под обстрела на френска противотанкова батарея.
Малко по-късно настъплението продължава към река Vierre. След като преминават реката, германските войници попадат под обстрел, идващ от укрепена къща. Щурмгешюц с номер 5 атакува къщата. Първият снаряд преминава през долния ляв прозорец, втория през прозорец на покрива, а третия преминава над къщата като се взривява сред отстъпващи френски войници. До 1730 часа е преодоляна всяка съпротива, а френският разузнавателен батальон, който се опитва да спре полка, е напълно унищожен.

### Източен фронт

#### Операция Барбароса
За 15 седмици участие в кампания на изток Щурмгешюц батареята под командването на оберлейтенант Пеликан претендира за 91 унищожени и 23 пленени танка, 23 унищожени бункера, 10 унищожени влака и стотици унищожени камиони с провизии.
По време на първия сблъсък с танковете на Червената армия край Бялисток четири Щурмгешюц формират авангарда на велосипедна рота. Четири противникови танка се появяват и атакуват. Щурмовите оръдия изчакват да се приближат до 20 m и откриват огън. Два от руските танкове спират на място, а другите два, уцелени, спират след неколкостотин метра. Това се оказва авангардът на по-голяма съветска формация. Немските войници заемат квадратна защитна формация, а щурмовите оръдия се разделят по едно от всяка страна.
След тежък двучасов бой съветските войски се изтеглят временно, оставяйки на бойното поле 32 унищожени танка. Малко по-късно на втора Щурмгешюц и противовъздушна батарея идват да подпомогнат немските войници. Съветската формация подновява атаките, но в крайна сметка е отблъсната. В края на бойните действия всяко от щурмовите оръдия разполага с по четири снаряда.

#### По пътя къмЛенинград
Командирът на 185-и Щурмгешюц батальон пише подробен период за действията в периода 22 юни – 31 декември 1941 г. Целта на пехотата е да идентифицира целите, а щурмовите оръдия да се справят с тях. Освен това на тях се позволява известна свобода в търсенето и унищожаването на целите. Червената армия успява да разгърне танкове на третия ден от операция Барбароса, но Щурмгешюц се оказва достатъчно ефективен, поне до появата на 52-тонния КВ-1 край Ленинград.
Един Щурмгешюц е напълно унищожен от нов тип мина. До 10 декември батальона разполага с едва пет машини в бойна готовност. По-късно три от тях са взривени, за да не бъдат пленени от противника. До 17 декември батальона остава само с една машина в бойна готовност.
В периода 22 юни – 31 декември 1941 г., според дневниците на 185-и Щурмгешюц батальон, са загубени девет щурмови оръдия по време на бойни действия (шест унищожени от противника и три взривени, за да не бъдат пленени). Унищожената съветска техника наброява 64 унищожени или пленени средни и тежки артилерийски оръдия, 66 леки артилерийски оръдия, 39 пехотни оръдия, 34 миномета, 79 противотанкови оръдия, 45 противовъздушни оръдия, 314 картечници, 91 танка и девет бронирани коли. Изразходените муниции наброяват 58 890 снаряда. Високият разход се дължи на заповед на командира на 18-а армия, според която огъня на щурмовите оръдия трябва да се използва за отваряне на коридори за настъпление на пехотата.
В следващия доклад за периода 20 февруари – 9 април 1942 г. батальонът претендира за два унищожени КВ-2, 29 КВ-1, 27 Т-34 и над 50 оръдия с цената на осем загубени Щурмгешюц. В горните данни са включени само горящи и тежко повредени танкове, но не и тези с унищожена ходова част и вериги. Човешките загуби възлизат на 11 убити и 23 ранени. Изразходваните муниции в този период наброяват 12 370 осколъчни (Sprenggranaten), 5120 бронебойни (K.Gr.rot Pz.) и 1360 кумулативни бронебойни снаряда (Gr.38 HL).

## Щурмгешюц III в България[20]
Доставките за българската армия на самоходните оръдия Щурмгешюц III започват през май 1943 г. Те са договорени с Третия райх по програмата за доставки „Барбара“ и за периода май-декември 1943 г. са доставени 55 оръдия. Те са тип Sturmgeschutz 40 Ausf.G (Sd. Kzf.142/1). Доставяни са с два варианта на оръдейната маска – лята, тип Saukopf (свинска глава) и от заварени прави бронирани листове. Машините са оборудвани с допълнителни бордови екрани и са боядисани фабрично с тъмножълт цвят – Wehrmacht Olive, а оръдията – с черен цвят. В армията са заведени под името щурмово оръдие „Майбах“ Т-III.
На 10 юни 1943 г., съгласно служебно писмо №IV-515/2 юни 1943 г., е създадено Първо щурмово артилерийско отделение (ЩАО) в София, а на 10 септември същата година се формира и Второ ЩАО, което от ноември 1943 е изнесено в гр. Хасково, а от април 1944 г. – в с. Узунджово. Първо ЩАО е зачислено към щаба на 1-ва армия, а Второ ЩАО – към щаба на 2-ра армия. Щурмовите оръдия са предвидени да се използват за непосредствена огнева поддръжка на пехотата при настъпление – тази тактика е заимствана от немската армия.
Щурмовите оръдия вземат участие Първата фаза на т.нар. Отечествена война 1944 – 1945 г. в състава на 1-ва и 2-ра армия. Участват в боевете при Бяла паланка, Нишка баня, Ниш и Подуево. На 1 ноември 1944 г. при атаката на Подуево съветски щурмови самолети обстрелват погрешка българските оръдия, обърквайки ги за немски части, въпреки нанесените черни андреевски кръстове като нови опознавателни знаци. За щастие не е улучена нито една машина. Общо за първата фаза на войната 1-во ЩАО губи една, а 2-ро – три машини. През декември 1944 г. 1-во ЩАО е върнато в България и демобилизирано, а 2-ро влиза в състава на новообразуваната Първа българска армия и продължава участието си във войната до май 1945 г. Допълнително за усилване на отделението от трофейните складове на Трети украински фронт са предоставени още 3 щурмови оръдия от същия тип.
След края на войната и подписването на мирния договор щурмовите оръдия са свалени от въоръжение и част от тях претопени. В средата на 50-те години останалите оръдия са вкопани като дълговременни огневи съоръжения по границата с Турция като част от укрепената отбранителна линия „Крали Марко“. През 2007 г. повечето машини са изкопани, като някои от тях са реставрирани и изложени в Музея на бойната слава в Ямбол. Във външната експозиция на Националния военноисторически музей – София са изложени две щурмови оръдия Щурмгешюц III – с лята маска на оръдието и с маска от заварени листове.